# Whitemouth
Whitemouth es un municipio rural canadiense situado en la provincia de Manitoba.

## Superficie
Whitemouth tiene una superficie de 697,35 km².

## Demografía
En 2021, tenía 1630 habitantes, una densidad poblacional de 2,3 hab./km², y 780 viviendas.